# Gérard Turbanisch
Gérard Turbanisch (* 12. September 1956 in Gräfelfing bei München) ist ein ehemaliger Entwicklungshelfer, der in Afrika wirkte.

## Leben
Gérard Turbanisch ist deutsch-französischer Herkunft und ging nach dem Studium der Wirtschaftswissenschaften in Montpellier und Berlin im Auftrag von GTZ und KfW nach Afrika als Entwicklungshelfer und Berater verschiedener afrikanischer Staatsmänner.
Er wirkte bei Amadou Ahidjo, Paul Biya und General Pierre Semengue in Kamerun. Vom Militärgericht Yaoundé wurde er nach dem Staatsstreich junger Offiziere vom 6. April 1984 zum Tode verurteilt. Nach seiner Rehabilitierung und Begnadigung ernannte ihn Präsident Paul Biya zum Mitglied des Generalstabes. Von 1985 bis 1987 wirkte er als Vertrauter des Präsidenten Thomas Sankara in Burkina Faso und war dort mit der Organisation des Straßenverkehrswesens, der „Bataille du Rail“ (das Volk baute mit eigenen Mitteln eine Eisenbahnverbindung zur Wüste) und der Erschließung des Nationalparkes „W“ betraut. Außerdem war Turbanisch kurzfristig als Berater bei Kaiser Jean-Bédel Bokassa tätig sowie bei seinem Nachfolger, Präsidenten David Dacko, und arbeitete dort auch mit dem „Affreux“ Bob Denard in der Zentralafrikanischen Republik.
Turbanisch war einer der Entdecker des prähistorischen Dorfes Parc des Courtinals bei Montpellier sowie Übersetzer des Buches Kämpfer der Hoffnung und Mitstreiter des Missionars Pater Pedro Opeka in Madagaskar. Er arbeitet heute in der Kiwanis Foundation International für die Unterstützung von Kindern in der Dritten Welt.

## Eigene Werke
- Guide Gastronomique de Ouagadougou, 1988, Imprimerie Nationale du Burkina Faso
- Village Gaulois Courtinals, 1992, Editions Castelet Paris, ISBN 2-908555-45-X

## Übersetzungen
- Pedro Opeka: Kämpfer der Hoffnung, 2007, Ullstein Verlag Berlin, ISBN 978-3-550-07893-4